# Horní Lapač
Horní Lapač (en allemand : Ober Lapatsch) est une commune du district de Kroměříž, dans la région de Zlín, en République tchèque. Sa population s'élevait à 284 habitants en 2025.

## Géographie
Horní Lapač se trouve à 10 km au nord-ouest de Zlín, à 16 km à l'est de Kroměříž, à 75 km à l'est-nord-est de Brno et à 245 km à l'est-sud-est de Prague.
La commune est limitée par Martinice au nord, par Lukoveček à l'est et par Žeranovice au sud et au sud-ouest.

## Histoire
La première mention écrite du village date de 1397.

## Transports
Par la route, Horní Lapač se trouve à 13 km de Zlín, à 22 km de Kroměříž, à 84 km de Brno et à 291 km de Prague.